# Tillandsia ionantha
Espèce
Classification phylogénétique
Statut de conservation UICN

 LC  : Préoccupation mineure
Tillandsia ionantha est une plante de la famille des Bromeliaceae.
Elle est originaire d'Amérique centrale depuis le Mexique jusqu'au Costa Rica.

## Synonymes
- Tillandsia ionantha f. fastigiata P.Koide
- Tillandsia ionantha var. maxima Ehlers
- Tillandsia ionantha var. scaposa L.B.Smith
- Tillandsia ionantha var. stricta P.Koide
- Tillandsia ionantha var. van-hyningii M.B.Foster
- Tillandsia ionantha var. zebrina B.T.Foster
- Tillandsia rubentifolia Poisson & Menet
- Tillandsia scopus Hook. f.

## Galerie

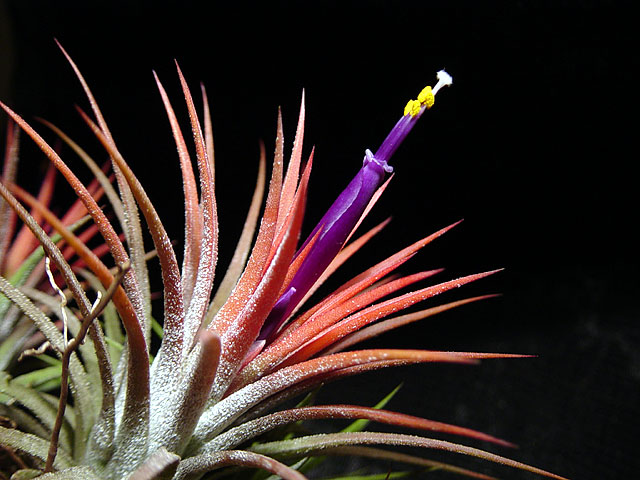